# Liste der Bodendenkmale in Reichenow-Möglin
In der Liste der Bodendenkmale in Reichenow-Möglin sind alle Bodendenkmale der brandenburgischen Gemeinde Reichenow-Möglin und ihrer Ortsteile aufgelistet. Grundlage ist die Veröffentlichung der Landesdenkmalliste mit dem Stand vom 31. Dezember 2020.
Die Baudenkmale sind in der Liste der Baudenkmale in Reichenow-Möglin aufgeführt.

## Bodendenkmale
| Gemarkung        | Flur | Kurzansprache                                                                      | Bodendenkmalnummer | Bemerkung | Bild |
| ---------------- | ---- | ---------------------------------------------------------------------------------- | ------------------ | --------- | ---- |
| Reichenow (Lage) | 1, 2 | Dorfkern deutsches Mittelalter, Dorfkern Neuzeit                                   | 60812              |           |      |
| Möglin (Lage)    | 1    | Dorfkern deutsches Mittelalter, Dorfkern Neuzeit                                   | 60608              |           |      |
| Herzhorn (Lage)  | 2    | Wüstung deutsches Mittelalter, Siedlung Neuzeit, Einzelfund slawisches Mittelalter | 60320              |           |      |
| Herzhorn (Lage)  | 2    | Siedlung Urgeschichte                                                              | 60706              |           |      |